# 阳光 (大熊猫)
阳光是一只雄性大熊猫，2003年8月14日出生于中國卧龙中国大熊猫保护研究中心，父亲为盼盼、母亲为泉泉。2007年，阳光与新月（龙凤胎妹妹）和娜娜一同前往广州香江野生动物世界。2010年4月赴齐齐哈尔市龙沙公园。
2011年1月，中国野生动物保护协会与苏格兰皇家动物学会（Royal Zoological Society of Scotland）达成协议，阳光与雌性大熊猫甜甜一同被租借给英国爱丁堡动物园，租借期为10年。兩隻熊貓深受民眾歡迎，在牠們入住英國的第一年內，爱丁堡动物园便增收500萬英鎊。2018年11月，園方為移除阳光睾丸裡的肿瘤，不得已為牠實施絕育手術。
2023年12月5日，陽光回到中國。